# 查理 (下洛林公爵)
下洛林公爵查理（法語：Charles de Basse-Lotharingie；953年—992年至995年之间的6月22日）自977年至993年为下洛林公爵，法兰克国王路易四世和萨克森的格贝尔加三子，西法兰克国王洛泰尔之弟。其父路易被诺曼人俘获后，诺曼人要求路易将两个儿子作为人质才能获释。王后格贝尔加将查理作为人质，路易则被交入于格·卡佩手中。977年被洛泰尔流放，同年获得了奥托二世的下洛林公国，与奥托二世密谋推翻洛泰尔未果，又与洛泰尔密谋推翻奥托三世。986年洛泰尔死后，洛泰尔之子路易五世即位，查理也宣布继承王位。结果，法兰克贵族宣布于格·卡佩为法兰克国王。查理于991年被卡佩俘获并囚禁至死。查理之子奧東继承下洛林公爵，1012年去世。加洛林王朝绝嗣。

## 子女
1. 奧東
2. 格貝爾加，與魯汶的蘭貝爾一世結婚
3. 路易